# 七人姉妹
七人姉妹（しちにんしまい、ノルウェー語: De syv søstrene, ノルウェー語 (ニーノシュク): Dei sju systrene）またはセブン・シスターズ（英語: The Seven Sisters）は、ノルウェーにある7つの滝の総称である。七姉妹、七人姉妹の滝、7人の姉妹などとも表記される。

## 概要
ムーレ・オ・ロムスダール県のストランダ市 (en:Stranda) にあるガイランゲルフィヨルドの中に位置し、このフィヨルドの観光スポットの1つとなっている。滝は、世界遺産「西ノルウェーフィヨルド群 - ガイランゲルフィヨルドとネーロイフィヨルド」に含まれている。
「七人姉妹」という名称は、少し離れたところから見ると、7人の女性の髪のような形をしていることに由来する。滝は、およそ 250 メートルの高さをもつ。滝は、雪解けの時期である5月から6月にかけて姿を現すことが多い。

## 周辺

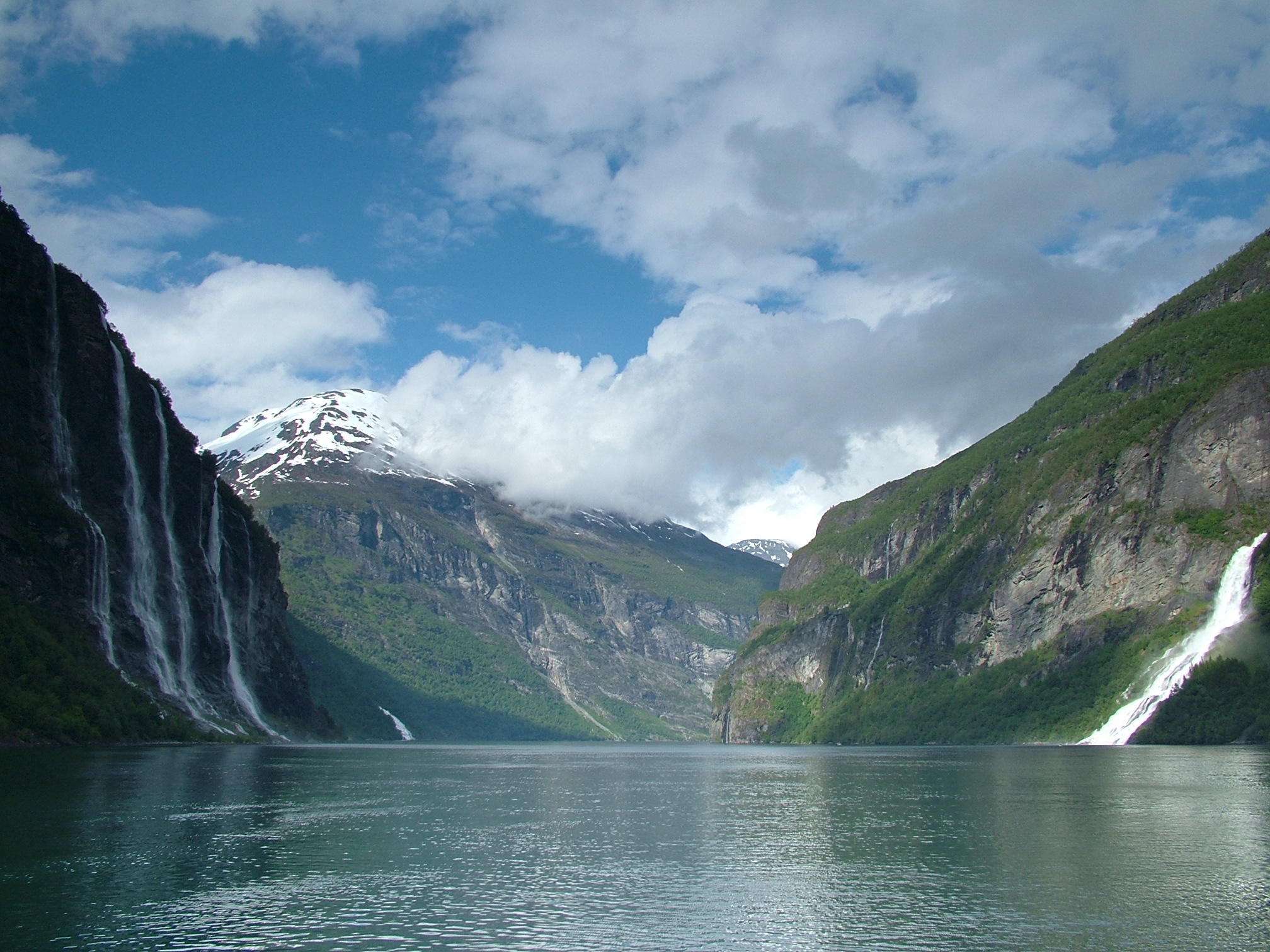
七人姉妹（左）と求婚者

フィヨルドを挟んで、七人姉妹と対面する位置に、求婚者 (no:Friaren) と呼ばれる滝が流れている。伝説によると、7人の姉妹はいずれも結婚しておらず、求婚者の男性は、何度か姉妹にプロポーズを試みたが、失敗に終わり、アルコールにおぼれてしまい、最後には、求婚者はボトルになったとされる。

付近には、陽光が当たったときに、岩の表面にベールがかかったように見えることから「花嫁のベール」 (no:Brudesløret (Geirangerfjorden)) と呼ばれる滝の他に、1898年に住民が退去して以降、打ち捨てられたままになっている、Knivsflå と呼ばれる農場がある。